# 钻刺锥
钻刺锥（学名：Castanopsis subuliformis）为壳斗科锥属下的一个种。

## 扩展阅读
維基物種上的相關：钻刺锥